# Nadia Bolz-Weber
Nadia Bolz-Weber, née le 22 avril 1969, est une pasteure et théologienne protestante libérale américaine, fondatrice de la House for All Sinners and Saints (en français : « Maison pour tous les pécheurs et les saints »), une communauté de l'Église évangélique luthérienne aux États-Unis à Denver (Colorado). Elle est l'autrice de plusieurs ouvrages de spiritualité, dont deux ont figuré dans la New York Times Best Seller list.

## Biographie
Nadia Bolz-Weber grandit à Colorado Springs dans une famille chrétienne fondamentaliste. 
En 1986, à l'âge de dix-sept ans, elle commence à se faire tatouer ; ses bras portent aujourd'hui des tatouages évoquant respectivement l'année liturgique et l'Évangile. Elle étudie quelque temps à l'université Pepperdine avant d'arrêter ses études et de s'installer à Denver. Elle dit avoir consommé pendant près de dix ans des quantités importantes d'alcool et de stupéfiants, avant de devenir abstinente en 1996. 
Elle travaille comme comédienne dans des restaurants. En 2004, elle se sent appelée à exercer un ministère après s'être vu demander de prononcer l'éloge funèbre d'un ami qui venait de se suicider.
Elle est ordonnée pasteure en 2008. La communauté qu'elle sert, la House for All Sinners and Saints, accueille environ un tiers de personnes LGBT.

## Ouvrages
- Salvation on the small screen? : 24 hours of Christian television, New York, Seabury Books, 2008,  (ISBN 9781596270862), (OCLC 221174864)
- Cranky, beautiful faith : for irregular (and regular) people, Norwich, Canterbury Press, 2013,  (ISBN 9781848255319), (OCLC 856200505)
- Pastrix : the cranky, beautiful faith of a sinner & saint, New York - Boston - Nashville, Jericho Books, 2014,  (ISBN 9781455527076), (OCLC 868044878)
- Accidental saints : finding god in all the wrong people, Convergent, 2016,  (ISBN 9781601427564), (OCLC 934193175)